# Jezioro Barnisławskie
Jezioro Barnisławskie (niem. Barnimslower See) – wysychające i porastające szuwarami jezioro polne, położone na północny wschód od wsi Barnisław w powiecie polickim. 
Na arkuszu mapy katastralnej Pomorza Szwedzkiego z roku 1692 (skala 1:8200) dotyczącego Barnisławia jezioro ma długość ok. 800 m i szerokość ok. 400 m. Na mapie okolic Szczecina z 1940 r. jezioro ma długość ok. 500 m i szerokość ok. 300 m. Jezioro jest w zaawansowanym stadium lądowacenia i upodabnia się coraz bardziej do bagna.